# Альтнау
Альтнау (нем. Altnau) — коммуна в Швейцарии, в кантоне Тургау.
Входит в состав округа Кройцлинген. Население составляет 1869 человек (на 31 декабря 2007 года). Официальный код — 4641.